# Wettershuttle

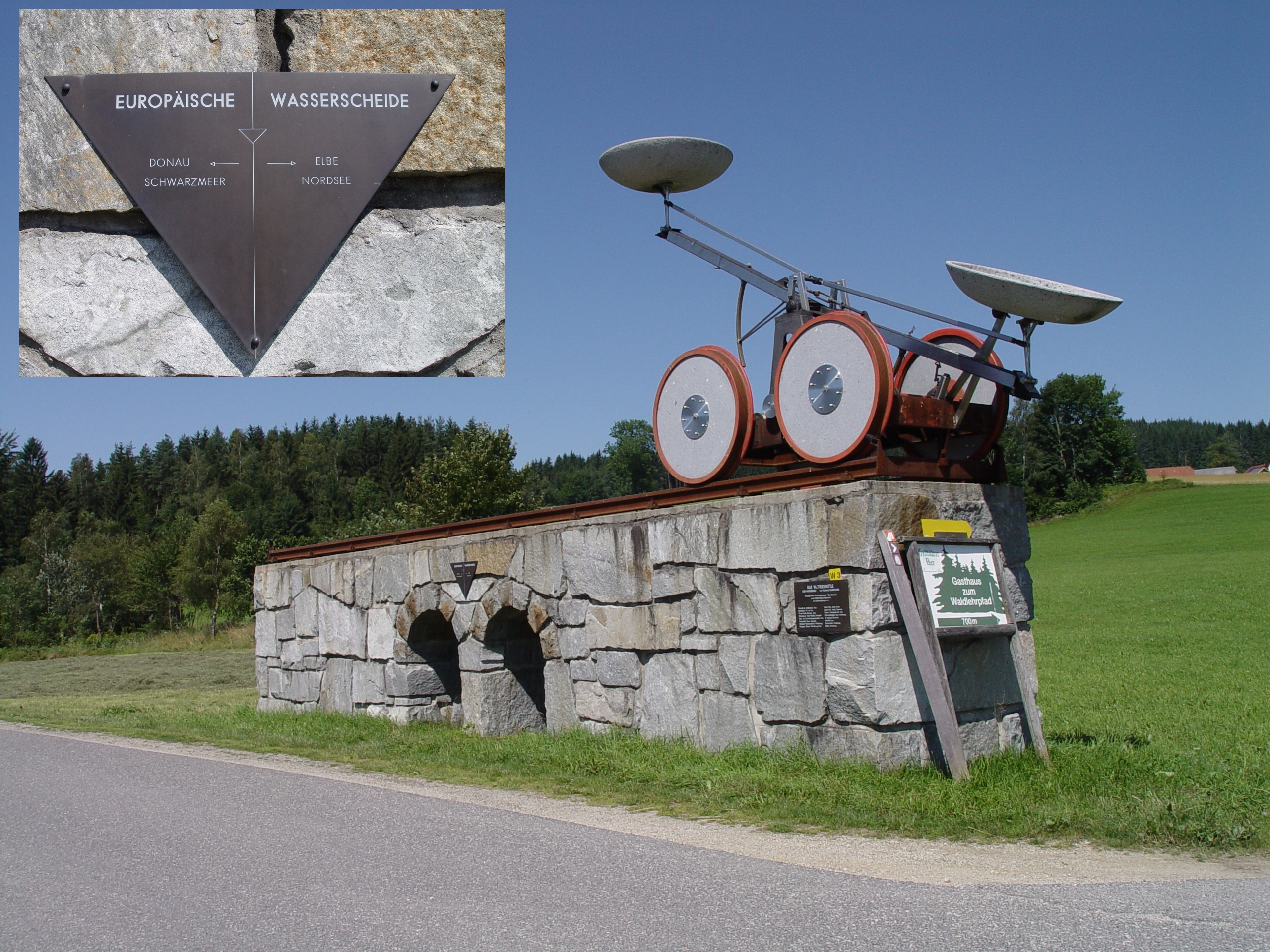
Wettershuttle – dešťové vozítko na rozvodí mezi povodími Vltavy a Dunaje v obci Windhaag

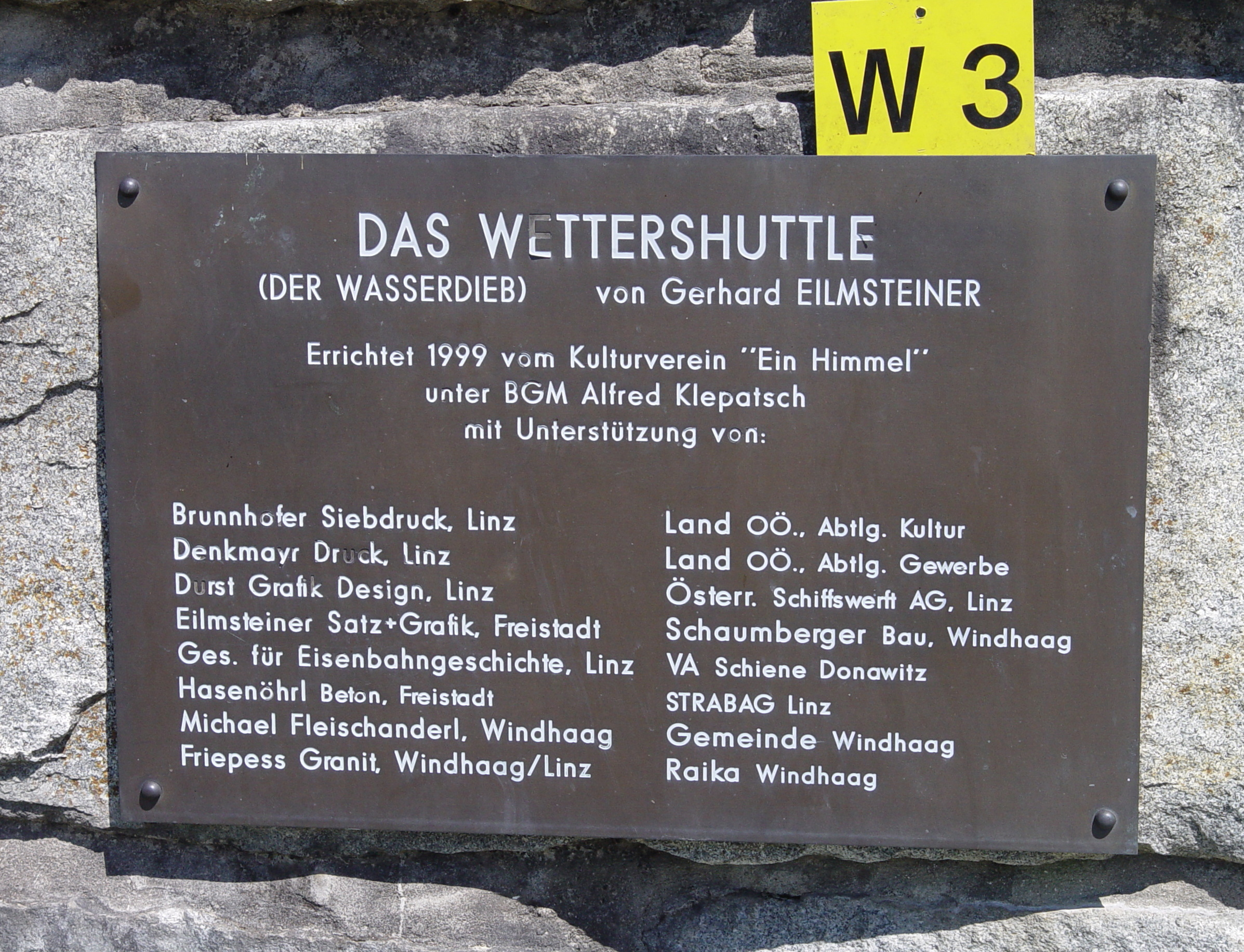
Wettershuttle – informační štítek

Wettershuttle, označovaný také jako „zloděj vody“ (der Wasserdieb), je ukázkou kinetického umění v katastru hornorakouské obce Windhaag u Freistadtu. Autorem tohoto do určité míry ironického díla je místní umělec Gerhard Eilmsteiner. Jedná se o poměrně mohutné kolejové vozítko poháněné výhradně tíhou dešťové vody. Pokud se dá do pohybu, přelévá periodicky do povodí Dunaje vodu, která napršela do povodí Vltavy, a naopak.
Vozítko o hmotnosti 4,5 t je dlouhé 5,4 m. Na ocelovém podvozku, který nesou čtyři žulová kola, je rameno se dvěma žulovými mísami o průměru 120 cm. Každá z nich pojme až 170 l dešťové vody, při dešti se však plní pouze ta, která je právě v horní vodorovné poloze. K uvedení celého zařízení do pohybu údajně stačí 15 l vody v horní nádobě. Během vytrvalého intenzivního deště se dá rameno s oběma mísami do pohybu a ten se ocelovým lankem přenáší na jednu z obou os podvozku. Vozítko po kolejnicích ujede asi 8 m, přejede geografickou rozvodnici (hranici mezi sousedními povodími) a vylije nastřádanou dešťovou vodu do druhého povodí. Původně prázdná mísa se automaticky nastaví do vodorovné polohy v horní úvrati tak, aby se mohla znova plnit vodou. Dešťové vozítko Wettershuttle je jednou ze skulptur na turistické cestě po rozvodí ve Windhaagu, které skutečně trpělivého milovníka deště navíc odmění krátkou podívanou na automatické přelití vody.                  